# Гримбург
Гримбург (нем. Grimburg) — община в Германии, в земле Рейнланд-Пфальц. 
Входит в состав района Трир-Саарбург. Подчиняется управлению Хермескайль.  Население составляет 506 человек (на 31 декабря 2010 года). Занимает площадь 10,18 км².

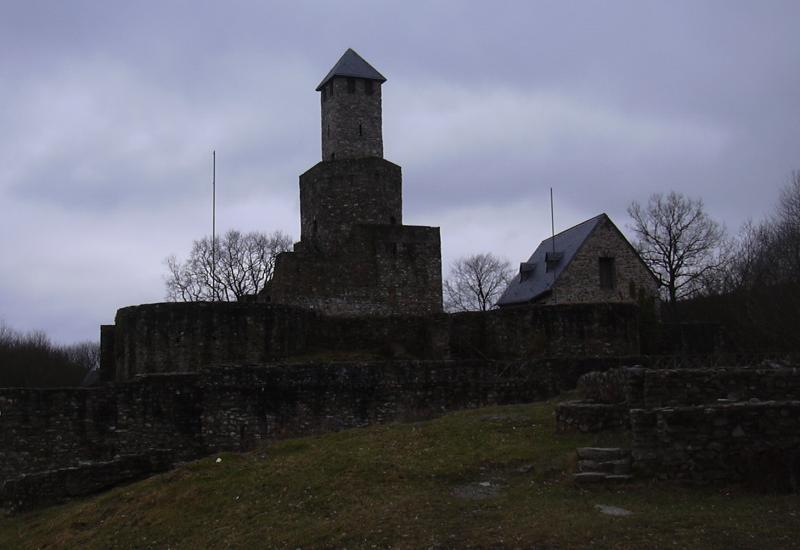
Гримбург

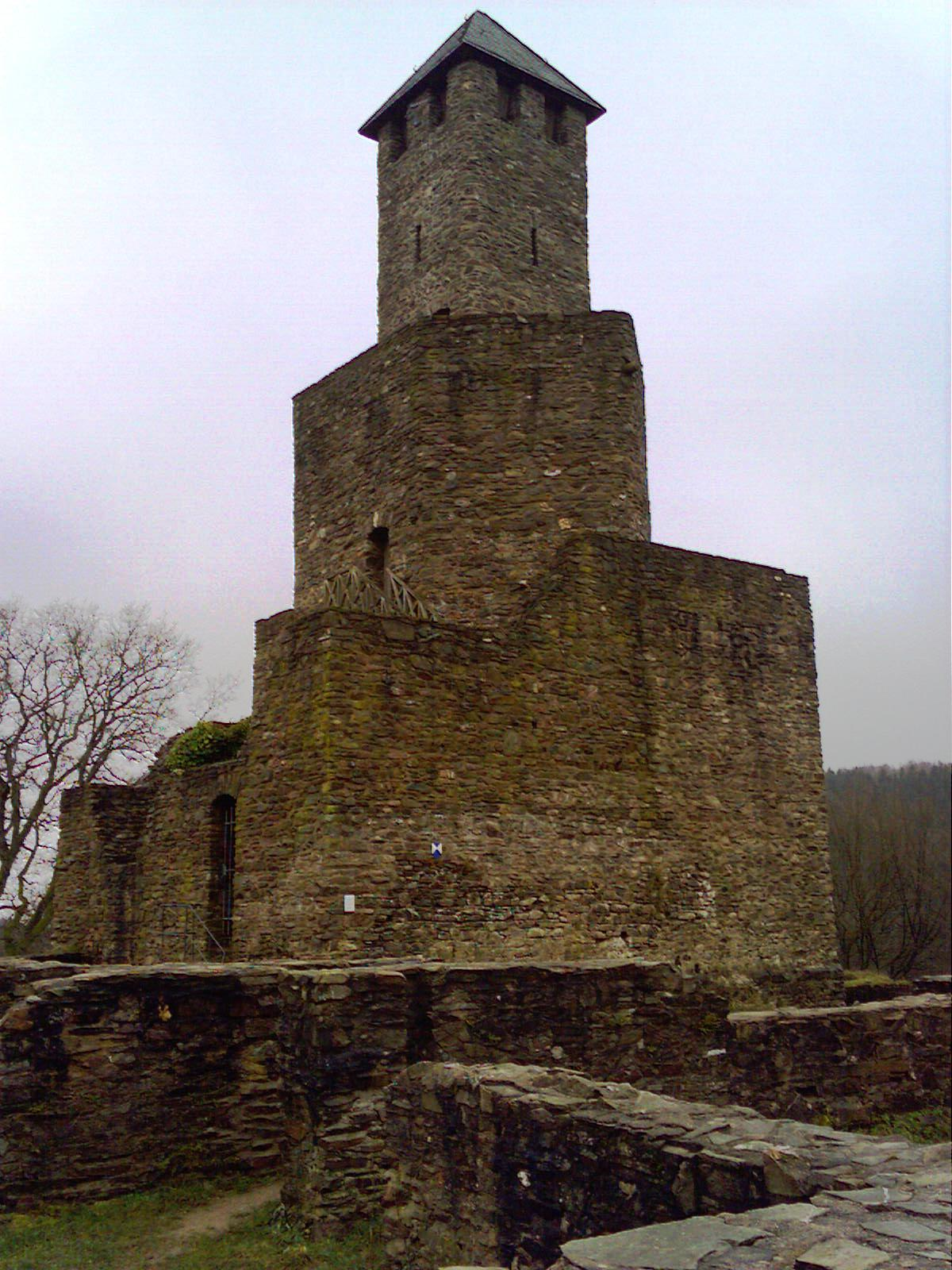
Гримбург